# 무하맛 타키
무하맛 타키 알자파리 빈 자하리(말레이어: Muhammad Taqi Aljaafari Bin Jahari, 1986년 10월 25일 ~ )는 싱가포르의 축구 심판이다.

## 심판 경력

### FIFA U-20 월드컵
2019년 FIFA U-20 월드컵
- 2019년 5월 23일:  타히티 -  세네갈 (A조)
- 2019년 5월 30일:  뉴질랜드 -  우루과이 (C조)

### FIFA U-17 월드컵
2017년 FIFA U-17 월드컵
- 2017년 10월 9일:  튀르키예 -  말리 (B조)
- 2017년 10월 14일:  프랑스 -  온두라스 (E조)

### AFC 아시안컵
2019년 AFC 아시안컵
- 2019년 1월 12일:  베트남 공화국 -  이란 (D조)
- 2019년 1월 22일:  카타르 -  이라크 (16강전)

## 수상
- 2014년 S리그 올해의 심판상
- 2017년 아세안 축구 연맹 올해의 심판상